# Palomita blanca (película)
Palomita blanca es una película chilena dirigida por Raúl Ruiz, basada en la novela homónima de Enrique Lafourcade. Protagonizada por Beatriz Lapido, Rodrigo Ureta, Bélgica Castro y Luis Alarcón, fue terminada en 1973, pero logró ser estrenada solo en 1992, luego de ser reeditada por su realizador.

## Argumento
La película trata de la historia de amor entre Juan Carlos y María. Él es un chico problemático, desorientado, buen mozo y de familia adinerada. Ella es una joven inexperta, ingenua y pobre. Se conocen en un recital de hippies, y ahí comenzará una historia marcada por sus grandes diferencias sociales y el contexto político de la época.

## Historia
La película fue filmada en 1973, en 6 semanas, con un presupuesto de 170.000 dólares de la época. Quedó totalmente terminada días antes del golpe militar encabezado el 11 de septiembre por el dictador Augusto Pinochet contra el gobierno de la Unidad Popular de Salvador Allende. Debía ser estrenada el 18 de septiembre de ese año. 
Sergio Trabucco, que fue productor del filme, organizó en octubre de aquel año, antes de abandonar Chile, "una función privada para un influyente grupo de críticos de la época —Yolanda Montecinos, Hans Ehrmann, Mariano Silva, entre otros— y representantes de la dictadura militar. Quería que le dieran algunas sugerencias para modificar algunos detalles de la edición. Yolanda Montecinos le aseguró que la película se estrenaría. No ocurrió. La leyenda dice que la película le pareció 'altamente inmoral' a las mujeres de los generales del ejército, porque contenía escenas de desnudos —el encuentro de los protagonistas en un motel y la secuencia en la que se bañan sin ropa en la playa—, además de varios garabatos en sus diálogos. Palomita Blanca permaneció guardada bajo siete llaves en las bodegas de Chilefilms.
Finalmente, la película se estrenó casi veinte años más tarde, el 17 de octubre de 1992 durante el Festival Internacional de Cine de Viña del Mar y después de haber sido reeditada por Raúl Ruiz.
La banda sonora de la cinta, del grupo Los Jaivas, corrió la misma suerte del filme y se hizo pública en 1992.

### El documental paralelo
Mientras se realizaba el casting masivo —idea de Hugo Ortega, uno de los inversionistas de la película, que durante los años 1950 había sido un famoso disc jokey de la Radio del Pacífico— con el objetivo de encontrar muchachos que pudieran interpretar a María y Juan Carlos, los protagonistas de la novela, y a sus amigos, un equipo de la película comenzó a rodar un documental llamado Palomilla brava, proyecto paralelo que surgió "a raíz de las reacciones de Hugo Ortega durante las entrevistas a las seleccionadas". Sergio Trabucco, el productor del filme, explica que "Ortega era un personaje muy curioso, un tanto libidinoso con las 'chiquillas', como le gustaba llamarlas" y Ruiz "quería dejarlo en evidencia en este documental paralelo que surgió como idea para contrarrestar y dejar una mirada crítica a los procedimientos que se estaban utilizando, que a Raúl lo tenían incómodo".
No se sabe la suerte que corrió Palomilla brava, pues simplemente desapareció. "Yo lo había dejado escondido junto a las latas de la película original, pero cuando la pudimos recuperar, el documental ya no estaba", ha relatado Trabucco, agregando que "hubiese sido un excelente material para entender la juventud de esa época".